# Kabupaten Kutai Timur
Kabupaten Kutai Timur (engelska: East Kutai Regency) är ett kabupaten i Indonesien.   Det ligger i provinsen Kalimantan Timur, i den norra delen av landet, 1 500 km nordost om huvudstaden Jakarta. Antalet invånare är 255 637.